# Квотирование бензина в Иране (2007)
Квотирование бензина в Иране было введено в 2007 году указом президента страны Махмуда Ахмадинежада. Несмотря на то, что Иран располагает одним из крупнейших в мире запасов нефти, перерабатывающих мощностей не хватает для удовлетворения нужд быстро растущей экономики: к 2007 году Иран импортировал около 40 % всего потребляемого в стране бензина.
С Исламской революции 1979 года до 2007 года население Ирана возросло на 78 %, а потребление бензина в 2002—2007 гг. ежегодно увеличивалось примерно на 13 %. При потребности в 83,5 млн литров бензина Иран ежедневно производит лишь 47 млн литров. 43 % потребляемого иранцами бензина — импорт из арабских государств. В то же время населению бензин продается по очень низким ценам: около 100 томанов за литр (~3 рубля).
Ограничение на розничную торговлю вступило в силу 27 июня 2007 года. Автолюбители имеют право на 100 литров бензина в месяц по обычной цене, таксисты — 800 литров, всё сверх того продается по завышенным ценам. Об этом было объявлено 26 июня в 22:00, то есть за 2 часа до введения ограничений. Это вызвало небывалый ажиотаж среди водителей, у заправок выстроились огромные очереди, 12 станций только в Тегеране были подожжены возмущенными гражданами.
22 декабря 2007 квота была увеличена до 120 литров. Ограничение действовало до 18 апреля 2008 года.